# أندي أوليفر
أندي أوليفر (بالإنجليزية: Andrew Oliver)‏ هو لاعب كرة قاعدة أمريكي، ولد في 3 ديسمبر 1987 في فيرميليون في الولايات المتحدة.

## وصلات خارجية
- أندي أوليفر على موقع دوري كرة القاعدة الرئيسي (الإنجليزية)
- أندي أوليفر على موقعبيزبول رفرنس.كوم (الدوري الرئيسي) (الإنجليزية)
- أندي أوليفر على موقعبيزبول رفرنس.كوم (الدوري الثانوي) (الإنجليزية)
- أندي أوليفر على موقع إي إس بي إن.كوم (أم.أل.بي) (الإنجليزية)
- أندي أوليفر على موقع مشجعي الرسوم البيانية (الإنجليزية)